# Floyd Patterson
Floyd Patterson (Waco, 4 gennaio 1935 – New Paltz, 11 maggio 2006) è stato un pugile statunitense, campione del mondo dei pesi massimi tra il 1956 e il 1962, con un'interruzione nel 1959. Considerato il  Re Elegante dei pesi massimi, è una delle figure più significative, nella sua categoria di peso, di ogni epoca.

## Carriera

### Dilettante
Floyd Patterson ebbe un'ottima carriera amatoriale, sfidò Richard Hill nella finale dei pesi medi del Golden Gloves dello Stato di New York nel 1951, vinse il prestigioso torneo. Sempre nel 1951 vinse il torneo regionale. Nel 1952 vinse nuovamente il Golden Gloves e il regionale, questa volta nei mediomassimi (175 lbs - 79 kg).
Il 9 aprile 1952 vince anche il torneo nazionale a Boston. Partecipa al torneo per la partecipazione alle Olimpiadi, vincendolo e guadagnandosi la convocazione.
Alle Olimpiadi batte ai punti al primo turno il francese Omar Tebakka, nei quarti di finale l'olandese Leen Jansen, mettendolo KO al primo round, in semifinale il campione europeo svedese Stig Sjölin (per squalifica al terzo round) e in finale mise KO al primo round il rumeno Vasile Tiţă, quindi il 2 agosto 1952, a soli diciassette anni, conquistò la medaglia d'oro nei pesi medi alle Olimpiadi di Helsinki 1952.
Passò professionista subito dopo le olimpiadi, concluse la carriera dilettantistica con un record di 40 vittorie (37 KO) e 3 sconfitte (perdendo ai punti).

### Professionista
Seguito dal leggendario allenatore Cus D'Amato, Patterson debuttò come professionista nei pesi mediomassimi, esordì a New York, nel settembre 1952, mettendo KO in 4 round Eddie Godbold. Floyd era un pugile molto pulito ed elegante, allo stesso tempo velocissimo, di conseguenza disponeva di una potenza molto sottovalutata.

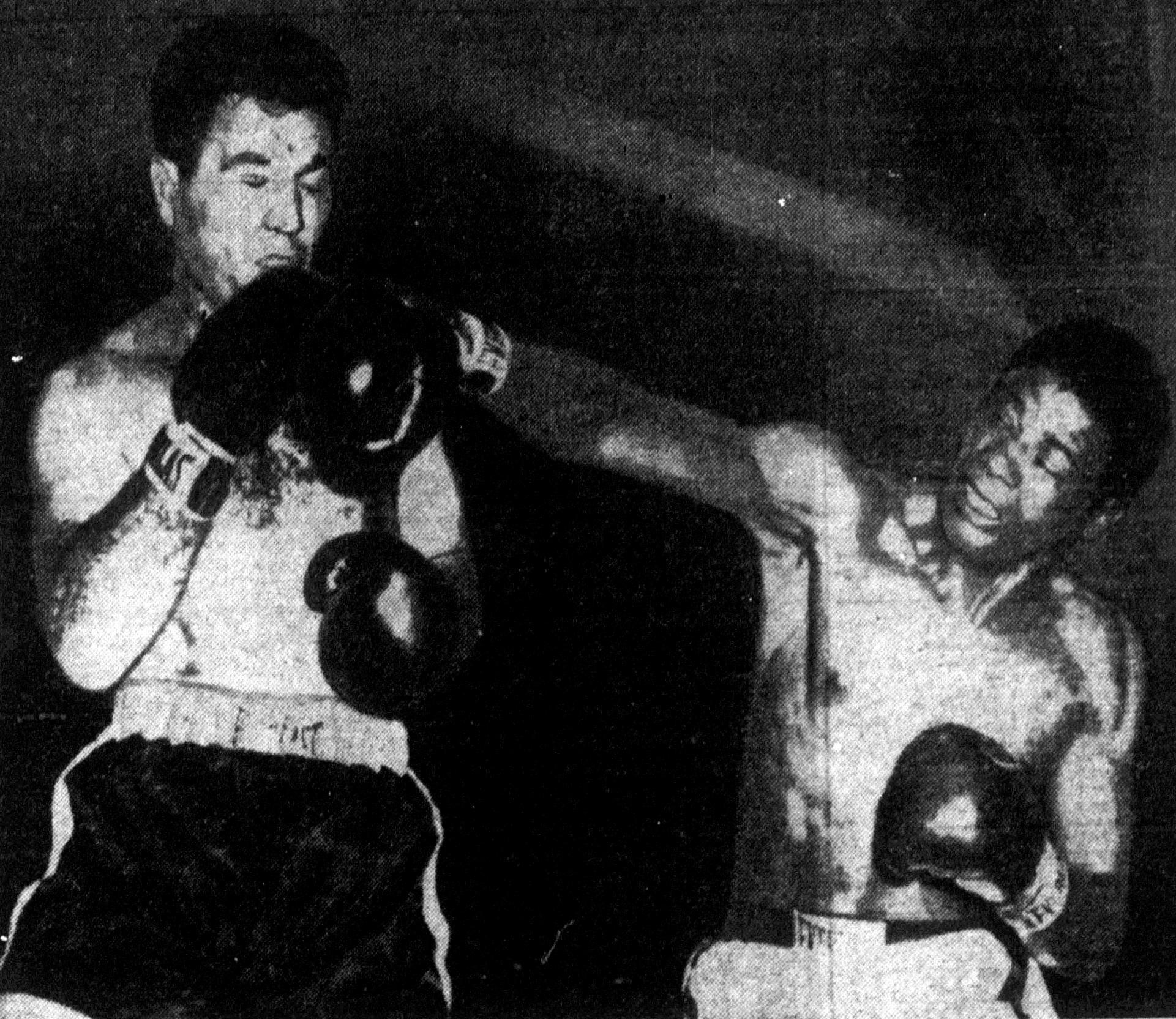
Fase dell'incontro tra Maxim e Patterson

Dopo 13 vittorie consecutive conobbe la sua prima sconfitta, affrontò l'ex campione dei pesi mediomassimi Joey Maxim e perse ai punti in 8 riprese, il verdetto fu molto controverso, in più Patterson pesava 4 kg in meno rispetto a Maxim che ne pesava 80, al di sopra del limite. 
Nel seguente incontro Floyd fu messo al tappeto per la prima volta in carriera da Jacques Crecy, ma vinse l'incontro in 7 round a causa di un brutto taglio sopra l'occhio del francese. Affrontò in seguito Tommy Harrison, un ex peso massimo. Harrison dopo un atterramento al primo round si rifiutò di continuare e Patterson smise di attaccare e esortò l'arbitro Mark Conn a fermare l'incontro.
Nel novembre del 1954 affrontò Jimmy Slade (3° miglior mediomassimo del mondo), mettendolo al tappeto 5 volte in 8 round, e Floyd si aggiudicò la vittoria ai punti. Fu una vittoria facile, anche se Slade veniva da un incontro di due settimane prima contro un massimo di 95 kg Bob Baker.

Nel luglio 1955, al Madison Square Garden, Patterson salì di categoria e sconfisse per KO il peso massimo Archie McBride (più basso ma più pesante di 7 kg).

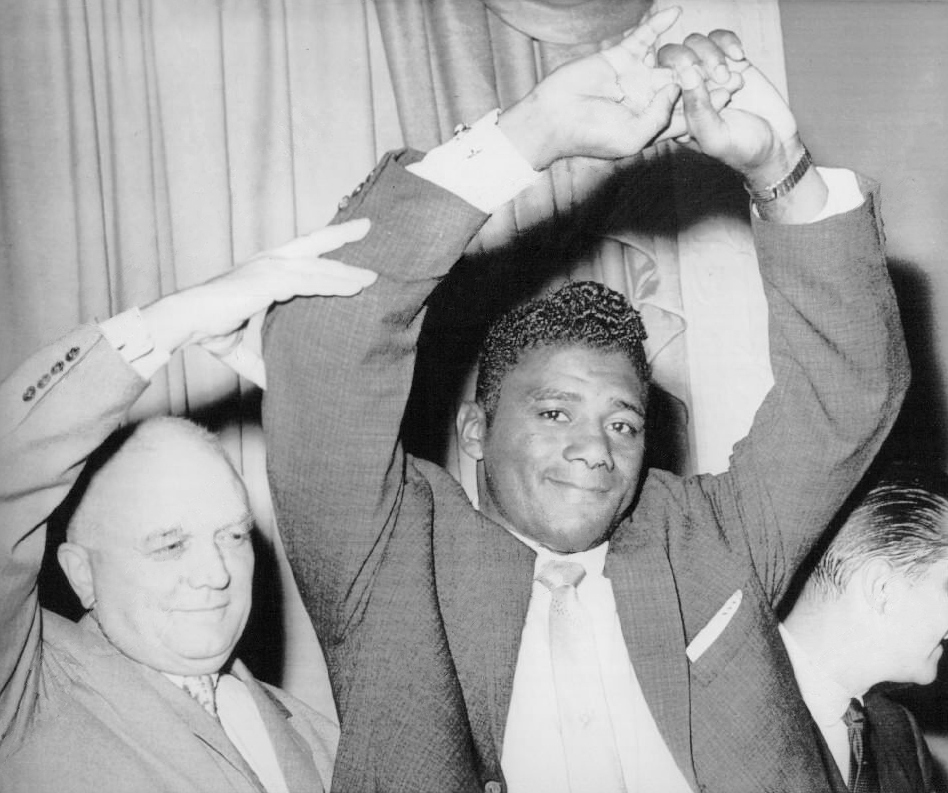
Cus D'Amato e Floyd Patterson

Floyd ottenne altre 6 vittorie per KO. Nell'aprile del 1956 Rocky Marciano si ritirò imbattuto dal pugilato, lasciando il titolo dei pesi massimi vacante, a giugno fu organizzato un incontro tra Patterson e Tommy Jackson, in palio la possibilità di affrontare Archie Moore per il titolo mondiale, che non era nelle mani di nessuno.
Tommy "Hurricane" Jackson si presentò al peso registrando 88 kg per 188 cm di altezza, Floyd 80,7 kg. Fu un incontro durissimo per entrambi ma Jackson vinse solo 2 dei 12 round secondo la United Press, in questo modo Floyd si aggiudicò il verdetto ai punti. Dopo l'incontro fu rivelato che Patterson si era rotto il metacarpo della mano destra.

### Campione del mondo dei pesi massimi

#### Patterson vs Archie Moore
5 mesi dopo, il 30 novembre 1956, a 21 anni, divenne il più giovane campione dei pesi massimi della storia, conquistando il titolo resosi vacante per il ritiro di Marciano. Sconfisse a sorpresa al Chicago Stadium, l'esperto ex campione mondiale dei mediomassimi Archie Moore.
Ci furono circa 17.000 spettatori, ci fu un grande dibattito riguardo l'età, Patterson era considerato troppo giovane e Moore (39 anni) troppo vecchio, tra i due c'erano 18 anni di differenza. Moore, soprannominato "the old mongoose", contava su una grande esperienza e carriera, aveva combattuto 188 incontri, di cui 160 vinti. Al peso registrò 85 kg, Patterson 82 kg.
Fin dal via dell'arbitro Frank Sikora, Floyd prese il controllo dell'incontro, applicando molta pressione, alla fine del terzo round Archie fu scosso da 3 potenti ganci. Al 5º round Floyd mise a segno importanti combinazioni, preso dalla foga però, scivolò al tappeto, Moore tentò subito l'attacco ma fu colpito da un forte gancio sinistro, tipico di Patterson, soprannominato "Gazelle punch", che sollevò leggermente Moore dal terreno facendolo poi sbattere al tappeto. Egli si alzò al conteggio di nove, ma subito dopo fu atterrato di nuovo, fece molta fatica a rialzarsi e l'arbitro fermò l'incontro.
Grazie alle vittorie annuali, Patterson fu eletto Fighter of the Year (pugile dell'anno) 1956 dalla rivista Ring Magazine.
Patterson dimostrò molta classe, calma e dignità prima e dopo un incontro o durante una qualsiasi apparizione pubblica, questo lo rese un campione molto apprezzato dall'opinione pubblica, dal governo e dall'America bianca, nonostante fosse afroamericano e negli Stati Uniti vigeva ancora la segregazione razziale. 

#### Patterson vs Tommy Jackson 2

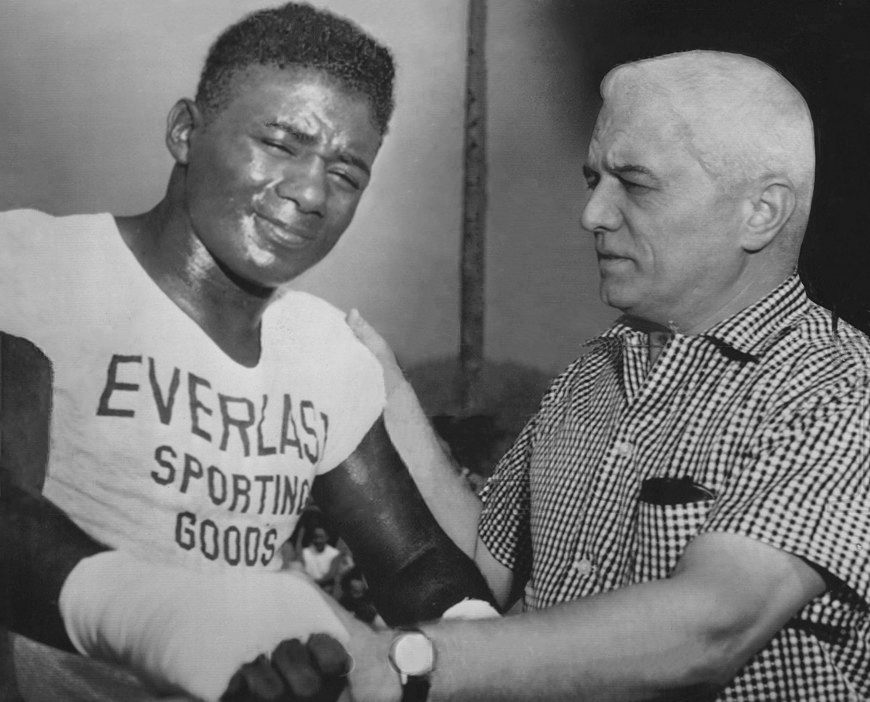
D'Amato e Patterson nel 1957 durante un allenamento

Il 29 luglio 1957 ci fu la rivincita contro Tommy "Hurricane" Jackson, questa volta prevista per i 15 round, e con Floyd nelle vesti di campione e favorito. Jackson aveva un record di 29 vittorie e 5 sconfitte. La critica accusava Patterson di non aver sfidato nessun pugile di elite, ma Tommy Jackson, in quel momento era probabilmente l'avversario migliore in circolazione.
Il ring fu quello del Polo Grounds di New York, l'incontro (arbitrato da Ruby Goldstein), fu in realtà a senso unico; "Jackson, a suo modo, fu un degno sfidante di un campione. La sua resilienza fu spettacolare. Dal primo round in poi era ovvio con non aveva più chance, la campana lo salvò in quel round, andò giù al secondo e si rialzò subito, andò al tappeto anche al nono e fu contato per 4 secondi, a volte si rialzò quasi allegramente. Ma per i giudici non vinse nessun round. I suoi colpi erano inefficaci, mandati all'aria, ha fatto più male ai moscerini che sciamavano sotto le luci che a Patterson, che non ha subito un solo colpo netto e duro. Patterson mirava di più al corpo, ma il grande allungo di Jackson costrinse Floyd a colpire alla testa, dove lo sfidante era più debole, gli uscì sangue da naso, si ferì alla mascella e il suo occhio sinistro fu mezzo chiuso. Nessuno, ne Patterson ne i 18.100 spettatori capivano cosa permetteva a Tommy Jackson di rimanere in piedi" (Martin Kane Sports Illustrated).
Al decimo round l'arbitro interruppe l'incontro, Jackson dimostrò una grande resistenza di fiato e fisica, 5 ore dopo l'incontro fu ospedalizzato, con un'infiammazione al rene, Patterson gli fece visita in ospedale.
Patterson vs Pete Rademacher
Un mese dopo, nell'agosto del 1957 Patterson tentò la difesa al titolo contro il pugile dello stato di Washington Pete Rademacher. Questi veniva dall'oro olimpico nei pesi massimi, alle Olimpiadi di Melbourne del 1956 e faceva proprio contro Patterson il suo debutto nel professionismo.
Cus D'Amato preferì che Patterson si presentasse più pesante per questo incontro e raggiunse le 187 libbre (85 kg), mentre Rademacher che era solito combattere intorno alle 214 libbre (97 kg) per questo incontro scese a 91 kg. Furono usati guantoni da 8 once, e l'impianto fu il Sick's Stadium di Seattle ospitante 25.000 posti per l'incontro.
Patterson nel secondo round fu messo al tappeto da due ganci destri dello sfidante. Patterson si riprese e, a tre secondi dalla fine del sesto round, dopo sette atterramenti, Rademacher finì KO
Vittorie contro Harris e London
Nell'agosto 1958 Floyd sconfisse Roy Harris nella sua terza difesa al titolo. L'incontro si disputò al Wrigley Field di Los Angeles e Harris era dato sfavorito 5 a 1. Al secondo round un montante destro dello sfidante seguito da una leggera spinta misero al tappeto Patterson, che si rialzò al conteggio di 4. Il campione si trovò in difficoltà nei primi round ma col passare di essi cominciò a riprendere confidenza e tra il 7º e 12º round aveva messo a segno 3 knock-down. Prima di cominciare il 13º round Bill Gore, allenatore di Roy Harris, chiese all'arbitro Mushy Callahan di fermare l'incontro.

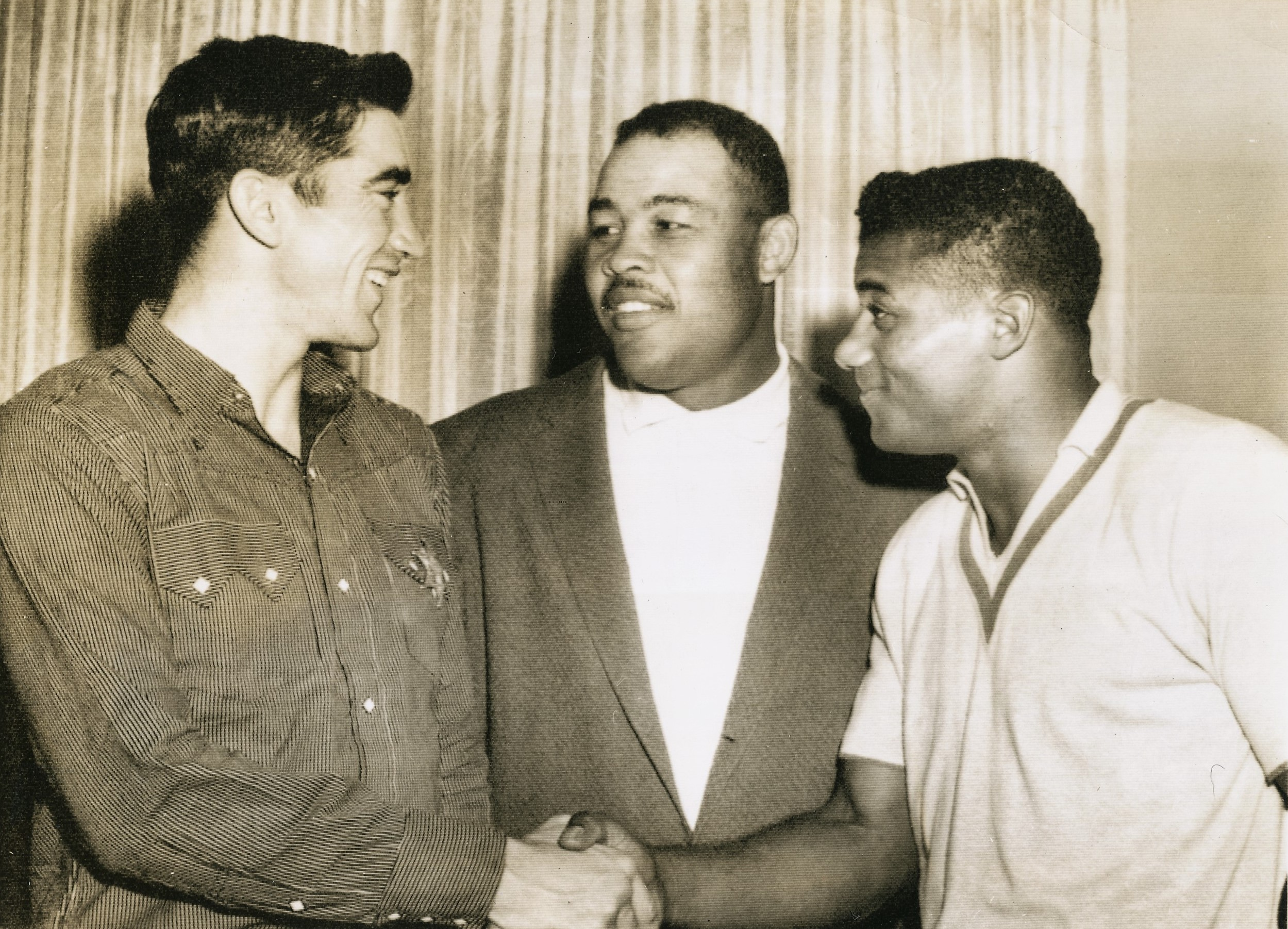
Roy Harris, Joe Louis e Patterson (1958)

Il primo maggio 1959 batté anche l'ex campione britannico e del Commonwealth; Brian London, Patterson lo mise al tappeto al 10º round e definitivamente KO all'11º round.

#### La trilogia con Ingemar Johansson
Il 26 giugno 1959 Patterson fu sconfitto a sorpresa dal campione europeo dei pesi massimi, lo svedese Ingemar Johansson, allo Yankee Stadium di New York per KO al terzo round, dopo aver subito ben sette atterramenti. Johansson era imbattuto in 21 incontri e veniva dalla vittoria sul contendente Eddie Machen, lo svedese era considerato il primo contendente al titolo nel 1959. Il match fu dichiarato "sorpresa dell'anno". L'ultimo round di questo match fu proclamato "round dell'anno" da Ring Magazine. 

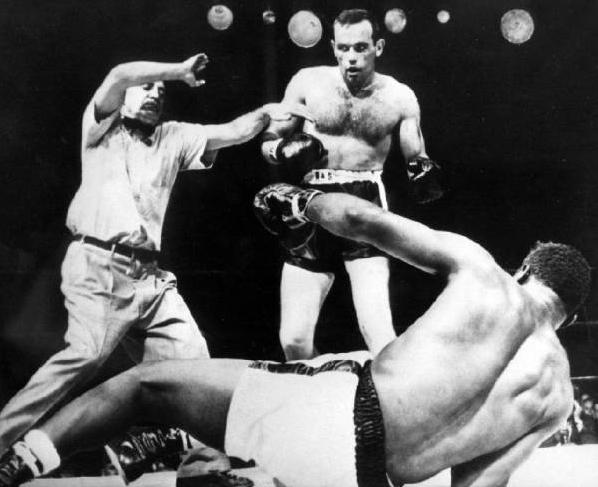
Floyd Patterson è messo KO da Ingemar Johansson e perde per la prima volta la cintura mondiale dei pesi massimi

La sconfitta apparve sospetta, alla luce della successiva rivincita del giugno del 1960, al Polo Grounds di New York, davanti a 31 mila persone. Patterson fu più aggressivo, ma il neo campione tentò di imporsi nei primi round, al 5º round però Floyd mise giù il campione e poco dopo essersi rialzato lo colpì con un gancio sinistro potentissimo, il campione cadde come un sacco di patate, la sua testa atterrò con un tonfo che fu udibile nelle sezioni in prima fila. Il suo piede sinistro si contrasse convulsamente e il sangue gli colava dalla bocca e dal naso mentre l'arbitro Arthur Mercante lo contava all'1:51 del quinto round. Poco dopo Johansson si riprese e Patterson fu quindi il primo peso massimo a riuscire a riconquistare il titolo, record uguagliato e poi superato da Muhammad Ali, che ebbe modo di riconquistare il primato per tre volte. Nel 1960 Patterson fu nuovamente eletto Fighter of the Year (pugile dell'anno) da Ring Magazine.
L'incontro fu comunque dichiarato "combattimento dell'anno" e la sua ultima ripresa "round dell'anno", sempre da Ring Magazine.
Il 13 marzo 1961, questa volta al Convention Center di Miami Beach, fu disputato il terzo incontro tra Patterson e Johansson. Patterson si presentò con un paio di kg in più, registrando 88,3 kg, stessa cosa per Johansson che fece 93,7 kg. Al primo round il campione fu atterrato due volte e Johansson una volta, infine lo svedese fu messo KO definitivamente alla sesta ripresa. Nel 1996 questo match è stato inserito da Ring Magazine al 31º posto nella classifica dei più grandi match con titolo in palio della storia del pugilato e la prima ripresa "round dell'anno" 1961.
Nel dicembre del 1961 Patterson fece la sua ultima difesa del titolo battendo Tom McNeeley per KO al 4º round, dopo averlo atterrato 11 volte. 

#### Il doppio confronto Liston-Patterson
Dopo la vittoriosa difesa per KO contro Tom McNeeley, Patterson esitava a mettere in palio il titolo contro il temibile Sonny Liston, un picchiatore dell'Arkansas nato in una piantagione di cotone, che tra il 1958 e il 1961 aveva scalato i ranking della categoria annientando a colpi di KO uno dopo l'altro i principali sfidanti al titolo mondiale. I suoi procuratori riuscirono a ottenere vari rinvii, anche a causa del fatto che alcune commissioni pugilistiche, tra cui quelle di Filadelfia e di New York, avevano inibito l'attività a Liston per i suoi rapporti con alcuni boss mafiosi. Tra costoro Frankie Carbo e Blinky Palermo, che al tempo controllavano le scommesse sulla boxe. Inoltre anche la National Boxing Association, nel 1961, aveva sospeso Liston dall'attività per le sue amicizie nella mafia.

Nel frattempo, la stampa premeva per l'incontro del secolo Patterson-Liston. La questione assunse importanza nazionale, tanto che lo stesso presidente statunitense John Fitzgerald Kennedy chiese pubblicamente a Patterson, durante un party alla Casa Bianca, di mettere fine alla paradossale situazione e porre in palio il suo titolo contro il picchiatore dell'Arkansas: «Perché non affronta Liston?», chiese Kennedy, e aggiunse: «È indubbiamente uno sfidante degno di lei».

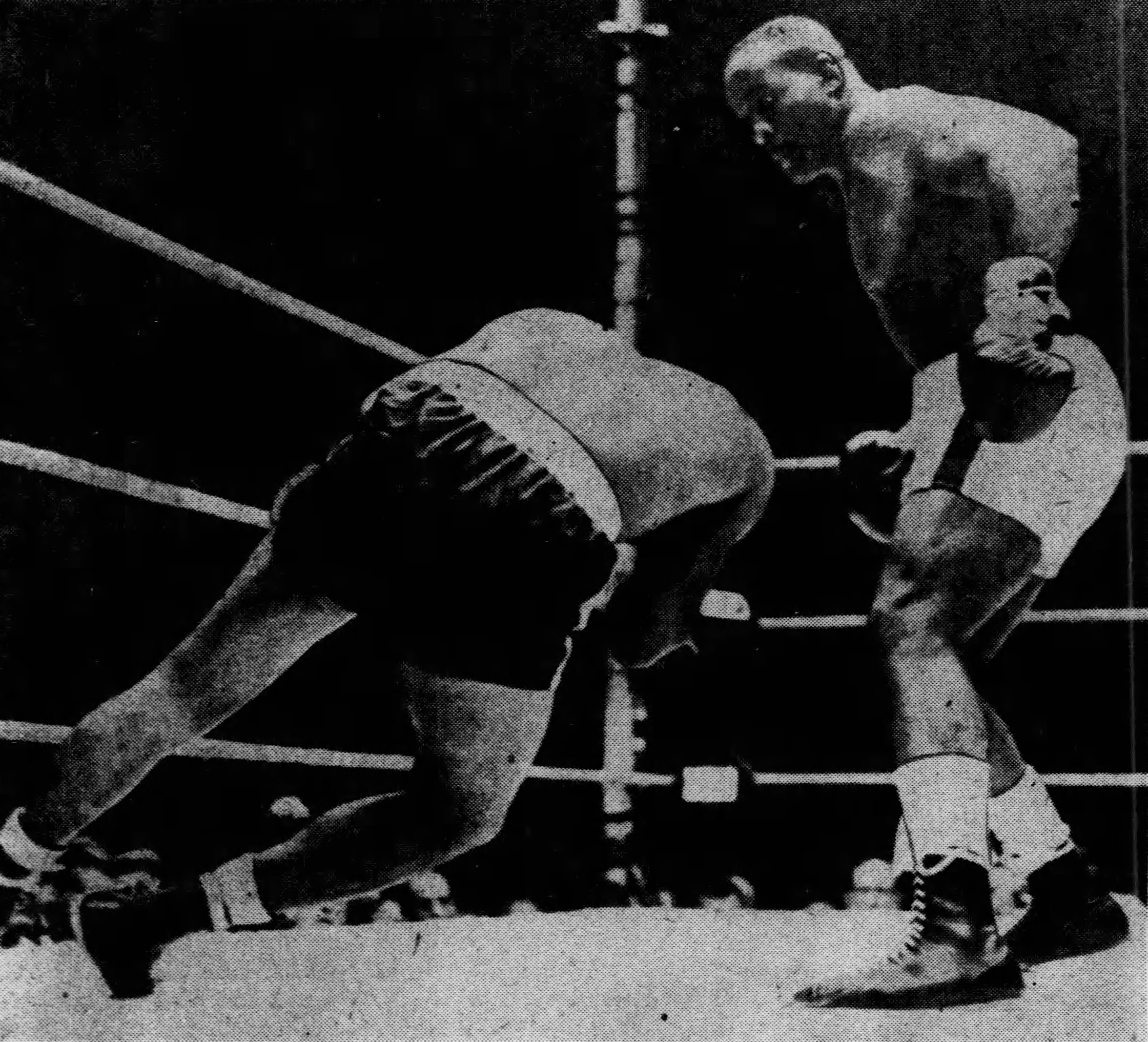
Sonny Liston mette KO Floyd Patterson e gli strappa la cintura mondiale dei pesi massimi, 25 settembre 1962

La tanto attesa sfida si tenne il 25 settembre 1962, al Comiskey Park di Chicago. A Patterson toccò una borsa cinque volte superiore a quella dello sfidante che, pur di affrontare il campione, si accontentò di 250.000 dollari. Liston, che aveva un allungo superiore di 34 cm, denunciò al peso 24 libbre (quasi undici kg) più del campione del mondo. L'incontro, disputato alla presenza di Frank Sinatra, durò appena 2 minuti e 6 secondi. Sonny Liston mise subito Patterson alle corde colpendolo con una terribile combinazione di destri e sinistri e lo tramortì con un clamoroso KO. Alla superiorità di Liston i cronisti reagirono dicendo che: «Sembrava un incontro tra pugili di categorie differenti».
Il 22 luglio 1963, al Convention Center di Las Vegas, si tenne la rivincita, ma l'esito fu lo stesso. Liston batté nuovamente Patterson per KO al primo round, dopo avergli inflitto ben tre atterramenti in soli 2 minuti e 10 secondi di combattimento. Chiaramente, in entrambi i casi, l'unico round del match fu nominato "round dell'anno".

#### Ultima parte della carriera
Il doppio KO, subito entrambe le volte al primo round, tuttavia, non sembrava aver seriamente compromesso la tenuta atletica dell'ex campione del mondo. Il 6 gennaio 1964, a Stoccolma, Patterson affrontò il campione italiano dei pesi massimi Santo Amonti. Lo statunitense lo atterrò alla seconda e alla quarta ripresa. All'ottavo round assestò un altro colpo al mento dell'italiano, mandandolo a sedere sulle corde. Amonti, pur rialzandosi prima del conteggio, allargò le braccia e preferì abbandonare.
Il 1º febbraio 1965, al Madison Square Garden di New York, l'ex campione del mondo batté ai punti in dodici riprese, con verdetto unanime, il forte canadese George Chuvalo, in una virtuale semifinale per il titolo mondiale. Il match fu dichiarato "combattimento dell'anno" per il 1965, sempre da Ring Magazine.
Il 22 novembre 1965, Floyd Patterson tentò quindi di riconquistare il titolo mondiale contro il nuovo campione in carica Muhammad Ali, venendo sconfitto per arresto del combattimento al dodicesimo round, dopo aver toccato il tappeto con un ginocchio al sesto round. Fu peraltro un incontro a senso unico, con Ali che si divertì a sbeffeggiare e a girare attorno all'avversario per tutta la durata del match.
Patterson combatté poi contro il campione britannico e del Commonwealth in carica, Henry Cooper, già sfidante al titolo mondiale di Ali, battendolo per KO al quarto round. Il 14 settembre 1968, a Stoccolma, affrontò per il titolo il nuovo campione del mondo WBA Jimmy Ellis, fresco vincitore di un torneo eliminatorio per designare il successore di Ali, al quale era stata temporaneamente ritirata la licenza di combattere. Patterson fu sconfitto ai punti.
Combatté ancora contro il quotato statunitense Jerry Quarry (un pari e una sconfitta) e il forte argentino Oscar Bonavena, vincendo ai punti. Poi disputò l'ultimo incontro della carriera il 20 settembre 1972 contro il rientrato Muhammad Alì con in palio il titolo nordamericano. Fu nuovamente battuto per knock-out tecnico alla settima ripresa.

#### Il ritiro
Floyd Patterson si ritirò con un record di 55 vittorie (40 KO), 8 sconfitte e 1 pareggio.
In seguito al ritiro dal ring, divenne allenatore, allenando il suo figlio adottivo Tracy Harris Patterson che vinse 2 titoli mondiali in 2 categorie di peso. Allenò anche nei primi anni '90 il peso massimo Razor Ruddock.
Dal 1995 al 1998 è stato il presidente della New York State Athletic Commission.

L'11 maggio 2006 Floyd morì nella sua casa a New Platz, New York. Gli era stato diagnosticato il cancro alla prostata, aveva 71 anni. La International Boxing Hall of Fame lo ha riconosciuto fra i più grandi pugili di ogni tempo. Nel 1998 la rivista The Ring lo ha collocato al 21º posto in una propria classifica dei migliori pesi massimi della storia del pugilato.

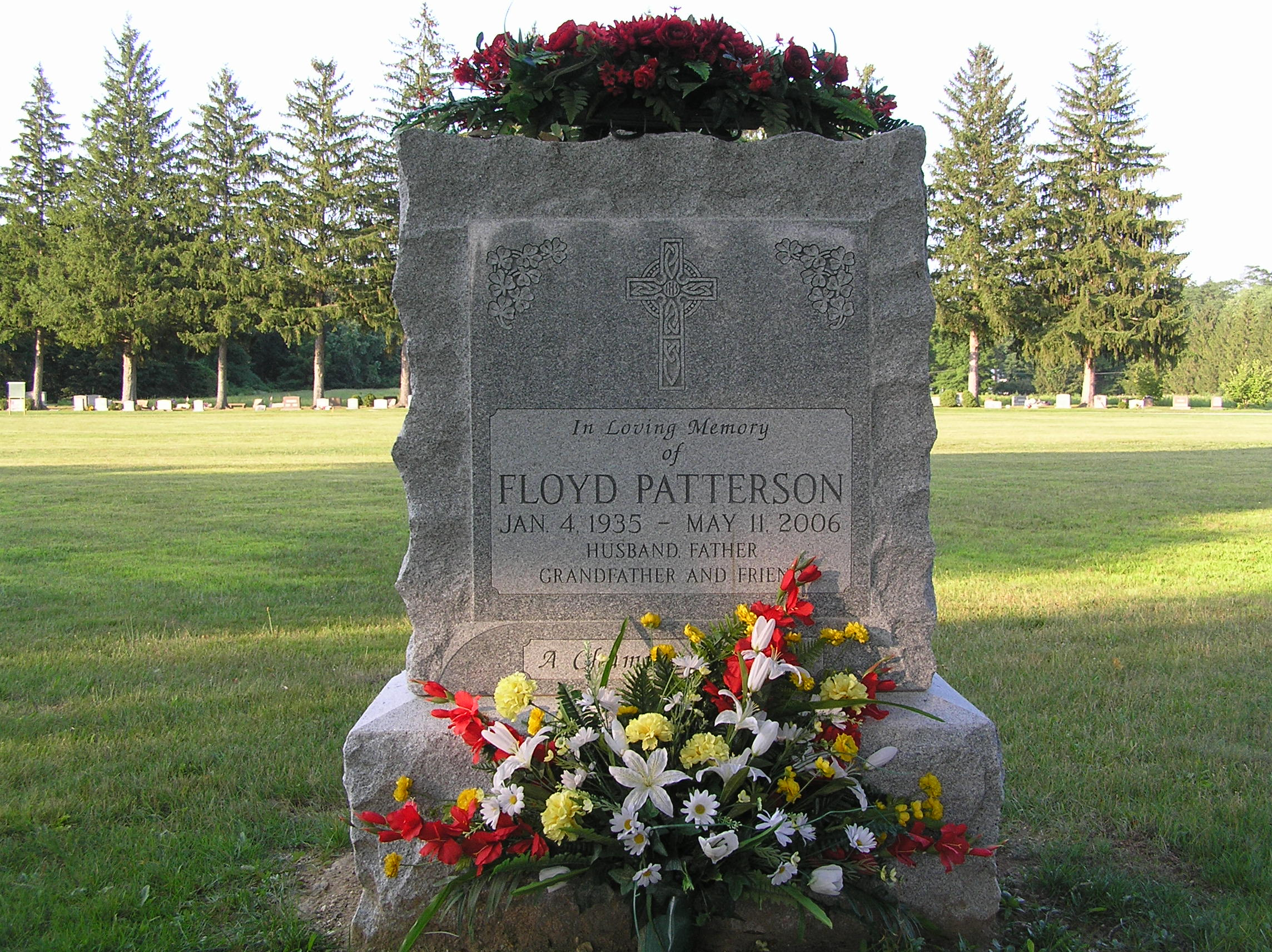
La tomba di Floyd Patterson nel cimitero rurale di New Paltz

## Risultati nel pugilato
| N. | Risultato | Record | Avversario          | Tipo | Round, tempo  | Data              | Località                                     | Note                                                          |
| -- | --------- | ------ | ------------------- | ---- | ------------- | ----------------- | -------------------------------------------- | ------------------------------------------------------------- |
| 64 | Sconfitta | 55–8–1 | Muhammad Ali        | RTD  | 7 (12), 3:00  | 20 settembre 1972 | Madison Square Garden, New York              | Per il titolo NABF dei pesi massimi                           |
| 63 | Vittoria  | 55–7–1 | Pedro Agosto        | TKO  | 6 (10), 3:00  | 14 luglio 1972    | Singer Bowl, New York City                   |                                                               |
| 62 | Vittoria  | 54–7–1 | Oscar Bonavena      | UD   | 10            | 11 febbraio 1972  | Madison Square Garden, New York City         |                                                               |
| 61 | Vittoria  | 53–7–1 | Charlie Harris      | KO   | 6 (10), 2:31  | 23 novembre 1971  | Multnomah County Exposition Center, Portland |                                                               |
| 60 | Vittoria  | 52–7–1 | Vic Brown           | UD   | 10            | 21 agosto 1971    | Peace Bridge Arena, Fort Erie                |                                                               |
| 59 | Vittoria  | 51–7–1 | Charley Polite      | UD   | 10            | Jul 17, 1971      | Erie Arena, Erie                             |                                                               |
| 58 | Vittoria  | 50–7–1 | Terry Daniels       | UD   | 10            | 26 maggio 1971    | Cleveland Arena, Cleveland                   |                                                               |
| 57 | Vittoria  | 49–7–1 | Roger Russell       | TKO  | 9 (10), 1:29  | 29 marzo 1971     | Philadelphia Arena, Filadelfia               |                                                               |
| 56 | Vittoria  | 48–7–1 | Levi Forte          | KO   | 2 (10), 2:20  | 16 gennaio 1971   | Convention Center, Miami Beach               |                                                               |
| 55 | Vittoria  | 47–7–1 | Charley Green       | KO   | 10 (10), 1:15 | 15 settembre 1970 | Madison Square Garden, New York City         |                                                               |
| 54 | Sconfitta | 46–7–1 | Jimmy Ellis         | PTS  | 15            | 14 settembre 1968 | Råsunda Stadium, Stoccolma, Svezia           | Per il titolo WBA dei pesi massimi                            |
| 53 | Sconfitta | 46–6–1 | Jerry Quarry        | MD   | 12            | 28 ottobre 1967   | Grand Olympic Auditorium, Los Angeles        |                                                               |
| 52 | Pareggio  | 46–5–1 | Jerry Quarry        | MD   | 12            | 9 giugno 1967     | Memorial Coliseum, Los Angeles               |                                                               |
| 51 | Vittoria  | 46–5   | Bill McMurray       | KO   | 1 (10), 2:37  | 30 marzo 1967     | Civic Arena, Pittsburgh                      |                                                               |
| 50 | Vittoria  | 45–5   | Willie Johnson      | KO   | 3 (10), 2:05  | 13 febbraio 1967  | Municipal Auditorium, Miami Beach            |                                                               |
| 49 | Vittoria  | 44–5   | Henry Cooper        | KO   | 4 (10), 2:10  | 20 settembre 1966 | Empire Pool, Londra                          |                                                               |
| 48 | Sconfitta | 43–5   | Muhammad Ali        | TKO  | 12 (15), 2:18 | 22 novembre 1965  | Las Vegas Convention Center, Las Vegas       | Per i titoli WBC, NYSAC e The Ring dei pesi massimi           |
| 47 | Vittoria  | 43–4   | Tod Herring         | TKO  | 3 (10), 0:40  | 14 maggio 1965    | Johanneshovs Isstadion, Stoccolma            |                                                               |
| 46 | Vittoria  | 42–4   | George Chuvalo      | UD   | 12            | 1º febbraio 1965  | Madison Square Garden, New York City         |                                                               |
| 45 | Vittoria  | 41–4   | Charlie Powell      | KO   | 6 (10), 1:21  | 12 dicembre 1964  | Hiram Bithorn Stadium, Porto Rico            |                                                               |
| 44 | Vittoria  | 40–4   | Eddie Machen        | PTS  | 12            | 5 luglio 1964     | Råsunda Stadium, Stoccolma                   |                                                               |
| 43 | Vittoria  | 39–4   | Santo Amonti        | TKO  | 8 (10), 2:25  | 6 gennaio 1964    | Stoccolma, Svezia                            |                                                               |
| 42 | Sconfitta | 38–4   | Sonny Liston        | KO   | 1 (15), 2:10  | 22 luglio 1963    | Las Vegas Convention Center, Las Vegas       | Per i titoli WBA, NYSAC, The Ring e WBC dei pesi massimi      |
| 41 | Sconfitta | 38–3   | Sonny Liston        | KO   | 1 (15), 2:06  | 25 settembre 1962 | Comiskey Park, Chicago                       | Perde i titoli WBA, NYSAC e The Ring dei pesi massimi         |
| 40 | Vittoria  | 38–2   | Tom McNeeley        | KO   | 4 (15), 2:51  | 4 dicembre 1961   | Maple Leaf Gardens, Toronto                  | Conserva i titoli NBA, NYSAC e The Ring dei pesi massimi      |
| 39 | Vittoria  | 37–2   | Ingemar Johansson   | KO   | 6 (15), 2:45  | 13 marzo 1961     | Exhibition Hall, Miami Beach                 | Conserva i titoli NBA, NYSAC e The Ring dei pesi massimi      |
| 38 | Vittoria  | 36–2   | Ingemar Johansson   | KO   | 5 (15), 1:51  | 20 giugno 1960    | Polo Grounds, New York City                  | Vince titoli NBA, NYSAC e The Ring dei pesi massimi           |
| 37 | Sconfitta | 35–2   | Ingemar Johansson   | TKO  | 3 (15), 2:03  | 26 giugno 1959    | Yankee Stadium, New York City                | Perde titoli NBA, NYSAC e The Ring dei pesi massimi           |
| 36 | Vittoria  | 35–1   | Brian London        | KO   | 11 (15), 0:51 | 1º maggio 1959    | Fairgrounds Coliseum, Indianapolis           | Conserva titoli NBA, NYSAC e The Ring dei pesi massimi        |
| 35 | Vittoria  | 34–1   | Roy Harris          | RTD  | 12 (15)       | 18 agosto 1958    | Wrigley Field, Los Angeles                   | Conserva titoli NBA, NYSAC e The Ring dei pesi massimi        |
| 34 | Vittoria  | 33–1   | Pete Rademacher     | KO   | 6 (15), 2:57  | 22 agosto 1957    | Sick's Stadium, Seattle                      | Conserva titoli NBA, NYSAC e The Ring dei pesi massimi        |
| 33 | Vittoria  | 32–1   | Tommy Jackson       | TKO  | 10 (15), 1:52 | 29 luglio 1957    | Polo Grounds, New York City                  | Conserva titoli NBA, NYSAC e The Ring dei pesi massimi        |
| 32 | Vittoria  | 31–1   | Archie Moore        | KO   | 5 (15), 2:27  | 30 novembre 1956  | Chicago Stadium, Chicago                     | Vince i titoli vacanti NBA, NYSAC e The Ring dei pesi massimi |
| 31 | Vittoria  | 30–1   | Tommy Jackson       | SD   | 12            | 8 giugno 1956     | Madison Square Garden, New York City         |                                                               |
| 30 | Vittoria  | 29–1   | Alvin Williams      | KO   | 3 (10), 1:58  | 10 aprile 1956    | Memorial Hall, Kansas City                   |                                                               |
| 29 | Vittoria  | 28–1   | Jimmy Walls         | TKO  | 2 (10), 2:29  | 12 marzo 1956     | New Britain, Connecticut                     |                                                               |
| 28 | Vittoria  | 27–1   | Jimmy Slade         | TKO  | 7 (10), 2:05  | 8 dicembre 1955   | Grand Olympic Auditorium, Los Angeles        |                                                               |
| 27 | Vittoria  | 26–1   | Calvin Brad         | KO   | 1 (10), 2:58  | 13 ottobre 1955   | Grand Olympic Auditorium, Los Angeles        |                                                               |
| 26 | Vittoria  | 25–1   | Dave Whitlock       | KO   | 3 (10), 0:52  | 29 settembre 1955 | Winterland Arena, San Francisco              |                                                               |
| 25 | Vittoria  | 24–1   | Alvin Williams      | TKO  | 8 (10), 2:28  | 8 settembre 1955  | Moncton, Canada                              |                                                               |
| 24 | Vittoria  | 23–1   | Archie McBride      | KO   | 7 (10), 1:46  | 6 luglio 1955     | Madison Square Garden, New York City         |                                                               |
| 23 | Vittoria  | 22–1   | Yvon Durelle        | RTD  | 5 (10)        | 23 giugno 1955    | Newcastle, Canada                            |                                                               |
| 22 | Vittoria  | 21–1   | Esau Ferdinand      | TKO  | 10 (10), 2:49 | 17 marzo 1955     | Civic Auditorium, Oakland, California        |                                                               |
| 21 | Vittoria  | 20–1   | Don Grant           | TKO  | 5 (10), 1:13  | 17 gennaio 1955   | Eastern Parkway Arena, New York City         |                                                               |
| 20 | Vittoria  | 19–1   | Willie Troy         | TKO  | 5 (8)         | 7 gennaio 1955    | Madison Square Garden, New York City         |                                                               |
| 19 | Vittoria  | 18–1   | Jimmy Slade         | UD   | 8             | 19 novembre 1954  | Madison Square Garden, New York City         |                                                               |
| 18 | Vittoria  | 17–1   | Joe Gannon          | UD   | 8             | 22 ottobre 1954   | Madison Square Garden, New York City         |                                                               |
| 17 | Vittoria  | 16–1   | Esau Ferdinand      | UD   | 8             | 11 ottobre 1954   | St. Nicholas Arena, New York City            |                                                               |
| 16 | Vittoria  | 15–1   | Tommy Harrison      | TKO  | 1 (8), 1:29   | 2 agosto 1954     | Eastern Parkway Arena, New York City         |                                                               |
| 15 | Vittoria  | 14–1   | Jacques Royer Crecy | TKO  | 7 (8)         | 12 luglio 1954    | St. Nicholas Arena, New York City            |                                                               |
| 14 | Sconfitta | 13–1   | Joey Maxim          | UD   | 8             | 7 giugno 1954     | Eastern Parkway Arena, New York City         |                                                               |
| 13 | Vittoria  | 13–0   | Jesse Turner        | UD   | 8             | 10 maggio 1954    | Eastern Parkway Arena, New York City         |                                                               |
| 12 | Vittoria  | 12–0   | Alvin Williams      | UD   | 8             | 19 aprile 1954    | Eastern Parkway Arena, New York City         |                                                               |
| 11 | Vittoria  | 11–0   | Sammy Brown         | TKO  | 2 (10), 1:40  | 30 marzo 1954     | Turner's Arena, Washington                   |                                                               |
| 10 | Vittoria  | 10–0   | Yvon Durelle        | UD   | 8             | 15 febbraio 1954  | Eastern Parkway Arena, New York City         |                                                               |
| 9  | Vittoria  | 9–0    | Dick Wagner         | TKO  | 5 (8), 2:29   | 14 dicembre 1953  | Eastern Parkway Arena, New York City         |                                                               |
| 8  | Vittoria  | 8–0    | Wes Bascom          | UD   | 8             | 19 ottobre 1953   | Eastern Parkway Arena, New York City         |                                                               |
| 7  | Vittoria  | 7–0    | Gordon Wallace      | TKO  | 3 (8), 0:52   | 1º giugno 1953    | Eastern Parkway Arena, New York City         |                                                               |
| 6  | Vittoria  | 6–0    | Dick Wagner         | SD   | 8             | 13 aprile 1953    | Eastern Parkway Arena, New York City         |                                                               |
| 5  | Vittoria  | 5–0    | Chester Mieszala    | TKO  | 5 (6), 1:25   | 28 gennaio 1953   | Chicago Stadium, Chicago                     |                                                               |
| 4  | Vittoria  | 4–0    | Lalu Sabotin        | TKO  | 5 (8), 1:30   | 29 dicembre 1952  | Eastern Parkway Arena, New York City         |                                                               |
| 3  | Vittoria  | 3–0    | Lester Johnson      | TKO  | 3 (6), 1:26   | 31 ottobre 1952   | Madison Square Garden, New York City         |                                                               |
| 2  | Vittoria  | 2–0    | Sammy Walker        | TKO  | 2 (6), 0:47   | 6 ottobre 1952    | Eastern Parkway Arena, New York City         |                                                               |
| 1  | Vittoria  | 1–0    | Eddie Godbold       | KO   | 4 (6), 1:39   | 12 settembre 1952 | St. Nicholas Arena, New York City            |                                                               |